# Высший хозяйственный суд Украины
Высший хозяйственный суд Украины — высший судебный орган, возглавляющий систему хозяйственных судов Украины, которые являются специализированными судами и входят в состав судов общей юрисдикции.
Образован Законом Украинской ССР от 4 июня 1991 г. № 1142-XII как Высший арбитражный суд Украинской ССР.
Законом Украины от 21 июня 2001 г. № 2538-III переименован в Высший хозяйственный суд Украины.
Официальный печатный орган Высшего хозяйственного суда Украины — журнал «Вісник господарського судочинства».

## Полномочия
В соответствии с Законом Украины «О судоустройстве Украины» Высший хозяйственный суд Украины пересматривает в кассационном порядке судебные акты местных и апелляционных хозяйственных судов.
Систему специализированных хозяйственных судов составляют местные хозяйственные суды как суды первой инстанции, апелляционные хозяйственные суды и Высший хозяйственный суд Украины как кассационная инстанция.
Высший хозяйственный суд Украины также изучает и обобщает судебную практику, осуществляет анализ судебной статистики, оказывает методическую помощь и рекомендательные разъяснения судам низшего уровня с целью одинакового применения законодательства в решении хозяйственных споров, осуществляет другие полномочия, предусмотренные законом.

## Состав
Высший хозяйственный суд Украины состоит из Председателя Высшего хозяйственного суда Украины, Первого заместителя Председателя, заместителей Председателя и судей.

## Руководство

### Председатели
- Притыка, Дмитрий Никитович (28 февраля 1991 г.[1] — 21 июля 2006 г.)
- Демченко, Сергей Федорович (5 декабря 2006 г.[2] — 8 июля 2010 г.)
- Татьков, Виктор Иванович (6 сентября 2010 г. — 11 апреля 2014 г.)
- Львов, Богдан Юрьевич (с 15 апреля 2014 г.)

### Первые заместители Председателя
- Гречковский, Николай Павлович (25 июня 1991 г.[3] — 11 июля 2002 г.)
- Титов, Николай Ильич (3 февраля 2003 г.[4] — 6 сентября 2004 г.[5])
- Хандурин, Николай Иванович (3 апреля 2005 г.[6]— 21 января 2006 г.[7])
- Демченко, Сергей Федорович (21 января 2006 г.[8] — Указом Президента Украины от 5 декабря 2006 г. № 1032/2006 назначен Председателем Высшего хозяйственного суда Украины)
- Яценко, Елена Васильевна, исполняющая обязанности первого заместителя Председателя Высшего хозяйственного суда Украины (29 марта 2007 г.[9] — 2 июля 2008 г.[10])

### Заместители Председателя
- Демченко, Сергей Федорович (25 июня 1991 г.[3] — Указом Президента Украины от 21 января 2006 г. № 48/2006 назначен первым заместителем Председателя Высшего хозяйственного суда Украины)
- Осетинский, Анатолий Иосифович (25 июня 1991 г.[3], переназначен 28 апреля 2007 г.[11]— 19 сентября 2013 г.)
- Москаленко, Виктор Семенович (3 февраля 2003 г.[12], переназначен 16 мая 2013 г. — 11 апреля 2014 г.)
- Шульга, Александр Федорович (23 июня 2006 г.[13] — 21 апреля 2011 г.)
- Емельянов, Артур Станиславович (16 мая 2013 г. — 11 апреля 2014 г.)
- Кравчук, Геннадий Анатольевич (с 16 апреля 2014 г.)
- Могил, Сергей Константинович (с 16 апреля 2014 г.)

## Список судей
После даты избрания или увольнения судьи (в 1991-1992 гг. — арбитра) стоит номер соответствующего постановления Верховного Совета Украинской ССР/Верховной Рады Украины или указа Президента Украины (в период 1996-1998 гг.).
- Притыка, Дмитрий Никитович (постановлением Верховного Совета Украинской ССР от 28 февраля 1991 г. № 800-XII избран Председателем Высшего арбитражного суда Украинской ССР — 21 июля 2006 г., № 19-V)
- Гречковский, Николай Павлович (постановлением Верховного Совета Украинской ССР от 25 июня 1991 г. № 1259-XII избран первым заместителем Председателя Высшего арбитражного суда Украинской ССР — 11 июля 2002 г., № 105-IV)
- Демченко, Сергей Федорович (постановлением Верховного Совета Украинской ССР от 25 июня 1991 г. № 1259-XII избран заместителем Председателя Высшего арбитражного суда Украинской ССР — 8 июля 2010 г., № 2465-VI)
- Осетинский, Анатолий Иосифович (постановлением Верховного Совета Украинской ССР от 25 июня 1991 г. № 1259-XII избран заместителем Председателя Высшего арбитражного суда Украинской ССР — 19 сентября 2013 г., № 604-VII)
- Любинская, Тамара Владимировна (25 июня 1991 г., № 1260-XII — 20 сентября 2001 г., № 2739-III)
- Москаленко, Виктор Семенович (с 25 июня 1991 г., № 1260-XII)
- Новикова, Татьяна Афанасьевна (25 июня 1991 г., № 1260-XII — постановлением Верховной Рады Украины от 10 января 2002 г. № 2973-III избрана судьей Верховного Суда Украины)
- Овечкин, Виктор Эдуардович (с 25 июня 1991 г., № 1260-XII)
- Петренко, Инесса Аркадьевна (25 июня 1991 г., № 1260-XII — 17 декабря 1993 г., № 3741-XII)
- Пинчук, Андрей Михайлович (25 июня 1991 г., № 1260-XII — 31 января 1992 г., № 2081-XII)
- Плахотнюк, Светлана Александровна (25 июня 1991 г., № 1260-XII — 21 июля 2006 г., № 19-V)
- Рыбак, Виталий Васильевич (25 июня 1991 г., № 1260-XII — 22 мая 2008 г., № 302-VI)
- Савенко, Галина Владимировна (25 июня 1991 г., № 1260-XII — 20 марта 2008 г., № 242-VI)
- Самойлова, Ирина Константиновна (25 июня 1991 г., № 1260-XII — 14 декабря 2000 г., № 2150-III)
- Семчук, Виктор Васильевич (25 июня 1991 г., № 1260-XII — 21 июля 2006 г., № 19-V)
- Фатеева, Светлана Николаевна (25 июня 1991 г., № 1260-XII — 18 февраля 1999 г., № 446-XIV)
- Цихоцкая, Светлана Николаевна (25 июня 1991 г., № 1260-XII — 5 марта 1996 г., № 76/96-ВР)
- Джунь, Вячеслав Васильевич (31 января 1992 г., № 2080-XII — 21 сентября 2006 г., № 175-V)
- Добролюбова, Татьяна Васильевна (с 31 января 1992 г., № 2080-XII)
- Лилак, Дмитрий Дмитриевич (31 января 1992 г., № 2080-XII — постановлением Верховной Рады Украины от 6 декабря 2001 г. № 2873-III избран судьей Верховного Суда Украины)
- Милевский, Иосиф Романович (31 января 1992 г., № 2080-XII — 3 апреля 2003 г., № 722-IV)
- Панченко, Наталья Петровна (31 января 1992 г., № 2080-XII — 2 ноября 2006 г., № 310-V)
- Подоляк, Ольга Антоновна (31 января 1992 г., № 2080-XII — 19 сентября 2013 г., № 604-VII)
- Улицкий, Аркадий Михайлович (31 января 1992 г., № 2080-XII — 23 мая 2013 г., № 312-VII)
- Чернов, Евгений Владимирович (с 31 января 1992 г., № 2080-XII)
- Шицкий, Иван Богданович (22 апреля 1993 г., № 3137-XII — постановлением Верховной Рады Украины от 24 декабря 1997 г. № 781/97-ВР избран судьей Верховного Суда Украины)
- Чупрун, Владимир Дмитриевич (30 июня 1993 г., № 3347-XII — 11 декабря 2003 г., № 1396-IV)
- Шульга, Александр Федорович (30 июня 1993 г., № 3347-XII — 21 апреля 2011 г., № 3289-VI)
- Андрийчук, Владимир Васильевич (16 ноября 1993 г., № 3602-XII — 5 марта 1996 г., № 76/96-ВР)
- Селиваненко, Владимир Павлович (с 16 ноября 1993 г., № 3602-XII)
- Остапенко, Николай Иванович (17 декабря 1993 г., № 3742-XII — 5 марта 1996 г., № 76/96-ВР; с 28 ноября 2002 г., № 335-IV)
- Першиков, Евгений Владимирович (с 17 декабря 1993 г., № 3742-XII)
- Черногуз, Федор Федорович (17 декабря 1993 г., № 3742-XII — постановлением Верховной Рады Украины от 24 июня 2004 г. № 1855-IV избран судьей Верховного Суда Украины)
- Васищак, Игорь Николаевич (с 14 октября 1994 г., № 211/94-ВР)
- Борденюк, Евгения Николаевна (с 5 марта 1996 г., № 77/96-ВР)
- Карабань, Владимир Яковлевич (5 марта 1996 г., № 77/96-ВР — 11 сентября 2003 г., № 1163-IV; с 12 января 2006 г., № 3331-IV)
- Ходаковская, Ирина Поликарповна (с 5 марта 1996 г., № 77/96-ВР)
- Белоус, Валентина Степановна (30 июля 1996 г., № 619/96 — назначена сроком на 5 лет)
- Гусак, Николай Борисович (4 декабря 1996 г., № 562/96-ВР — постановлением Верховной Рады Украины от 6 декабря 2001 г. № 2873-III избран судьей Верховного Суда Украины)
- Невдашенко, Любовь Петровна (13 февраля 1997 г., № 137/97 — назначена сроком на 5 лет; 17 января 2002 г., № 3003-III — 20 марта 2008 г., № 242-VI)
- Палий, Валентина Михайловна (10 июня 1997 г., № 504/97 — назначена сроком на 5 лет; с 11 июля 2002 г., № 106-IV)
- Чабан, Владимир Владимирович (5 августа 1997 г., № 766/97 — назначен сроком на 5 лет; 11 июля 2002 г., № 106-IV — 7 октября 2010 г., № 2596-VI)
- Щетка, Станислав Алексеевич (31 декабря 1997 г., № 1403/97 — назначен сроком на 5 лет; 28 ноября 2002 г., № 335-IV — постановлением Верховной Рады Украины от 21 сентября 2006 г. № 174-V избран судьей Верховного Суда Украины)
- Плюшко, Игорь Анатольевич (13 февраля 1998 г., № 116/98 — назначен сроком на 5 лет; с 28 ноября 2002 г., № 335-IV)
- Кузьменко, Николай Васильевич (9 апреля 1998 г., № 276/98 — назначен сроком на 5 лет; с 28 ноября 2002 г., № 335-IV)
- Дроботова, Татьяна Борисовна (11 июня 1998 г., № 607/98 — назначена сроком на 5 лет; с 17 января 2002 г., № 3003-III)
- Усенко, Евгения Андреевна (19 ноября 1998 г., № 251-XIV — постановлением Верховной Рады Украины от 16 марта 2006 г. № 3565-IV избрана судьей Высшего административного суда Украины)
- Козир, Татьяна Павловна (с 15 июля 1999 г., № 950-XIV)
- Михайлюк, Михаил Васильевич (15 июля 1999 г., № 950-XIV — умер 20 января 2009 г.)
- Кочерова, Нина Александровна (с 23 сентября 1999 г., № 1102-XIV)
- Перепичай, Владимир Савельевич (13 июля 2000 г., № 1894-III — постановлением Верховной Рады Украины от 22 мая 2008 г. № 301-VI избран судьей Верховного Суда Украины)
- Божок, Валентина Степановна (с 21 июня 2001 г., № 2576-III)
- Дерепа, Владимир Иванович (с 21 июня 2001 г., № 2576-III)
- Жаботина, Галина Васильевна (с 21 июня 2001 г., № 2576-III)
- Грек, Борис Николаевич (с 6 декабря 2001 г., № 2874-III)
- Поляков, Борис Моисеевич (с 6 декабря 2001 г., № 2874-III)
- Хандурин, Николай Иванович (с 6 декабря 2001 г., № 2874-III)
- Харченко, Владимир Михайлович (с 6 декабря 2001 г., № 2874-III)
- Черкащенко, Николай Николаевич (с 6 декабря 2001 г., № 2874-III)
- Яценко, Елена Васильевна (с 6 декабря 2001 г., № 2874-III)
- Вовк, Иван Владимирович (10 января 2002 г., № 2972-III — постановлением Верховной Рады Украины от 16 апреля 2009 г. № 1281-VI избран судьей Верховного Суда Украины; с 2 декабря 2010 г., № 2761-VI)
- Глос, Ольга Ивановна (с 7 февраля 2002 г., № 3061-III)
- Гончарук, Петр Андреевич (с 7 февраля 2002 г., № 3061-III)
- Ткаченко, Нина Григорьевна (с 7 февраля 2002 г., № 3061-III)
- Цвигун, Валентина Леонидовна (с 4 июля 2002 г., № 58-IV)
- Титов, Николай Ильич (28 ноября 2002 г., № 335-IV — 7 октября 2004 г., № 2075-IV)
- Гоголь, Тамара Григорьевна (с 20 марта 2003 г., № 644-IV)
- Бакулина, Светлана Витальевна (с 19 июня 2003 г., № 1017-IV)
- Бенедисюк, Игорь Михайлович (с 19 июня 2003 г., № 1017-IV)
- Стратиенко, Людмила Васильевна (с 11 декабря 2003 г., № 1395-IV)
- Коваленко (Бурьянова), Светлана Сергеевна (5 февраля 2004 г., № 1465-IV — 20 июня 2013 г., № 352-VII)
- Продаевич, Людмила Валерьевна (5 февраля 2004 г., № 1465-IV — 2 декабря 2010 г., № 2764-VI)
- Удовиченко, Александр Сергеевич (с 5 февраля 2004 г., № 1465-IV)
- Костенко, Татьяна Федоровна (с 4 марта 2004 г., № 1591-IV)
- Кривда, Дмитрий Степанович (с 4 марта 2004 г., № 1591-IV)
- Фролова, Анна Николаевна (с 4 марта 2004 г., № 1591-IV)
- Волковицкая, Наталья Александровна (с 18 марта 2004 г., № 1634-IV)
- Львов, Богдан Юрьевич (с 17 июня 2004 г., № 1814-IV)
- Дунаевская, Наталья Георгиевна (с 24 июня 2004 г., № 1857-IV)
- Грейц, Ксения Владимировна (с 16 декабря 2004 г., № 2258-IV)
- Кравчук, Геннадий Анатольевич (с 13 января 2005 г., № 2346-IV)
- Панова, Ирина Юрьевна (с 7 апреля 2005 г., № 2535-IV)
- Коробенко, Геннадий Петрович (с 19 мая 2005 г., № 2583-IV)
- Мачульсий, Григорий Николаевич (с 19 мая 2005 г., № 2583-IV)
- Мележик, Неонила Ивановна (с 19 мая 2005 г., № 2583-IV)
- Полянский, Анатолий Григорьевич (с 19 мая 2005 г., № 2583-IV)
- Муравьев, Алексей Валентинович (8 июля 2005 г., № 2789-IV — постановлением Верховной Рады Украины от 5 июля 2012 г. № 5119-VI избран судьей Высшего административного суда Украины)
- Рогач, Лариса Ивановна (с 8 июля 2005 г., № 2789-IV)
- Катеринчук, Лилия Иосифовна (с 17 ноября 2005 г., № 3114-IV)
- Кот, Александр Васильевич (с 17 ноября 2005 г., № 3114-IV)
- Самусенко, Светлана Сергеевна (с 17 ноября 2005 г., № 3114-IV)
- Шаргало, Виктор Иванович (с 17 ноября 2005 г., № 3114-IV)
- Ковтонюк, Людмила Владимировна (с 15 декабря 2005 г., № 3219-IV)
- Владимиренко, Светлана Вячеславовна (с 5 октября 2006 г., № 210-V)
- Данилова, Татьяна Борисовна (с 2 ноября 2006 г., № 308-V)
- Шевчук, Светлана Ростиславовна (с 2 ноября 2006 г., № 308-V)
- Зарецкая, Анастасия Алексеевна (с 17 мая 2007 г., № 1035-V)
- Мамонтова, Елена Николаевна (с 17 мая 2007 г., № 1035-V)
- Швец, Виктор Александрович (с 17 мая 2007 г., № 1036-V)
- Бернацкая, Жанна Александровна (с 27 июня 2007 г., № 1238-V)
- Волик, Иван Николаевич (с 27 июня 2007 г., № 1238-V)
- Губенко, Надежда Михайловна (с 20 марта 2008 г., № 237-VI)
- Коваленко, Владимир Николаевич (с 20 марта 2008 г., № 238-VI)
- Короткевич, Александр Евгеньевич (с 20 марта 2008 г., № 238-VI)
- Барицкая, Татьяна Лукинична (с 10 апреля 2008 г., № 260-VI)
- Малетич, Михаил Михайлович (с 25 сентября 2008 г., № 597-VI)
- Белошкап, Елена Владимировна (с 19 февраля 2009 г., № 1030-VI)
- Демидова, Алла Маркияновна (с 19 февраля 2009 г., № 1030-VI)
- Мирошниченко, Станислав Владимирович (с 19 февраля 2009 г., № 1030-VI)
- Мищенко, Петр Кириллович (с 19 февраля 2009 г., № 1030-VI)
- Могил, Сергей Константинович (с 19 февраля 2009 г., № 1030-VI)
- Олейник, Владимир Федорович (19 февраля 2009 г., № 1030-VI — 7 октября 2010 г., № 2596-VI)
- Капацин, Надежда Васильевна (с 11 июня 2009 г., № 1514-VI)
- Кролевец, Ольга Анатольевна (с 22 октября 2009 г., № 1682-VI)
- Жукова, Любовь Владимировна (с 19 ноября 2009 г., № 1736-VI)
- Студенец, Владимир Иванович (с 15 апреля 2010 г., № 2136-VI)
- Татьков, Виктор Иванович (с 8 июля 2010 г., № 2476-VI)
- Сибига, Александр Николаевич (с 21 октября 2010 г., № 2636-VI)
- Саранюк, Василий Иванович (с 13 января 2011 г., № 2934-VI)
- Прокопанич, Галина Кризостановна (с 13 января 2011 г., № 2935-VI)
- Иванова, Лариса Брониславовна (с 3 марта 2011 г., № 3089-VI)
- Евсиков, Алексей Александрович (с 17 марта 2011 г., № 3152-VI)
- Кондратова, Ирина Дмитриевна (с 21 апреля 2011 г., № 3287-VI)
- Куровский, Сергей Викторович (с 12 мая 2011 г., № 3336-VI)
- Полищук, Владимир Юзефович (с 12 мая 2011 г., № 3336-VI)
- Хрипун, Олег Алексеевич (12 мая 2011 г., № 3336-VI — постановлением Верховной Рады Украины от 18 апреля 2013 г. № 212-VII избран судьей Киевского апелляционного хозяйственного суда)
- Бондарь, Сергей Владимирович (с 7 июля 2011 г., № 3615-VI)
- Кругликова, Екатерина Степановна (с 7 июля 2011 г., № 3617-VI)
- Волков, Роман Владимирович (7 июля 2011 г., № 3622-VI — постановлением Верховной Рады Украины от 20 октября 2011 г. № 3934-VI избран судьей хозяйственного суда Одесской области)
- Новикова, Рита Георгиевна (7 июля 2011 г., № 3622-VI — постановлением Верховной Рады Украины от 9 февраля 2012 г. № 4376-VI избрана судьей хозяйственного суда Одесской области)
- Акулова, Нина Владимировна (с 22 сентября 2011 г., № 3784-VI)
- Алеева, Инна Вячеславовна (с 22 сентября 2011 г., № 3784-VI)
- Величко, Надежда Леонидовна (22 сентября 2011 г., № 3784-VI — постановлением Верховной Рады Украины от 9 февраля 2012 г. № 4378-VI избрана судьей хозяйственного суда Днепропетровской области)
- Запорощенко, Михаил Дмитриевич (с 22 сентября 2011 г., № 3784-VI)
- Попикова, Ольга Владимировна (с 22 сентября 2011 г., № 3784-VI)
- Гольцова, Лариса Анатольевна (с 6 октября 2011 г., № 3832-VI)
- Князьков, Валерий Владимирович (6 октября 2011 г., № 3834-VI — постановлением Верховной Рады Украины от 23 февраля 2012 г. № 4457-VI избран судьей хозяйственного суда города Киева)
- Несветова, Надежда Николаевна (с 3 ноября 2011 г., № 4004-VI)
- Погребняк, Владимир Яковлевич (с 12 января 2012 г., № 4325-VI)
- Корсак, Виталий Антонович (с 15 марта 2012 г., № 4533-VI)
- Палий, Валентин Валерьевич (с 21 июня 2012 г., № 5010-VI)
- Данилова, Мальвина Владимировна (с 21 июня 2012 г., № 5012-VI)
- Поляк, Елена Ивановна (с 5 июля 2012 г., № 5121-VI)
- Емельянов, Артур Станиславович (с 18 апреля 2013 г., № 212-VII)
- Картере, Валерий Иванович (с 23 мая 2013 г., № 309-VII)